# Ferrari SF70H
Der Ferrari SF70H war der 50. Formel-1-Rennwagen der Scuderia Ferrari. Mit dem Fahrzeug bestritt das Team die Formel-1-Weltmeisterschaft 2017.

## Präsentation und Name
Der SF70H wurde am 24. Februar 2017 in Fiorano präsentiert; die Präsentation wurde live im Internet übertragen.
Die Bezeichnung des Wagens setzt sich aus der Abkürzung des Teamnamens, SF, der Zahl 70 als Anlehnung an das 70-jährige Bestehen des Unternehmens und der Abkürzung für Hybridelektrokraftfahrzeug zusammen.

## Technik und Entwicklung
Wie alle Formel-1-Fahrzeuge des Jahres 2017 ist der SF70H ein hinterradangetriebener Monoposto mit einem Monocoque aus kohlenstofffaserverstärktem Kunststoff (CFK). Daneben bestehen viele weitere Teile des Fahrzeugs, darunter die Karosserieteile und das Lenkrad bestehen aus CFK. Auch die Bremsscheiben sind aus einem mit Kohlenstofffasern verstärkten Verbundwerkstoff.
Der SF70H ist das Nachfolgemodell des Ferrari SF16-H. Da sich das technische Reglement zur Saison 2017 stark änderte, ist das Fahrzeug größtenteils neu entwickelt. Um hierfür Ressourcen zur Verfügung zu haben, wurde die Weiterentwicklung des Vorgängermodells frühzeitig eingestellt.
Mit einer Gesamtbreite von 2000 mm und einer Breite zwischen Vorder- und Hinterachse von 1600 mm ist das Fahrzeug jeweils 200 mm breiter als das Vorgängermodell. Die Höhe ist mit 950 mm unverändert. Komplett neu sind neben dem Frontflügel, der statt 1650 mm nun 1800 mm breit ist, und dem Heckflügel, dessen Breite sich von 750 mm auf 950 mm und dessen Höhe sich von 950 mm auf 800 mm ändert, auch der Diffusor, der nun eine Gesamthöhe von 175 mm statt 125 mm sowie eine um 50 mm erhöhte Breite von 1050 mm hat. Um die Luftführung zum Heckflügel zu verbessern, hat der Wagen eine auffällig große Finne an der Motorabdeckung. Zusätzlich ist am Ende dieser Finne ein Flügel angebracht.
Angetrieben wird der SF70H vom Ferrari Typ 062, einem in Fahrzeugmitte montierten 1,6-Liter-V6-Motor mit einem Turbolader sowie einem 120 kW starken Elektromotor, es ist also ein Hybridelektrokraftfahrzeug. Das sequentielle Getriebe des Wagens hat acht Gänge. Der Gangwechsel wird über Schaltwippen am Lenkrad ausgelöst. Das Fahrzeug hat nur zwei Pedale, ein Gaspedal (rechts) und ein Bremspedal (links). Genau wie viele andere Funktionen wird die Kupplung, die nur beim Anfahren aus dem Stand verwendet wird, über einen Hebel am Lenkrad bedient.
Anders als der Vorgänger ist der SF70H mit 305 mm breiten Vorderreifen und mit 405 mm breiten Hinterreifen des Einheitslieferanten Pirelli ausgestattet, die auf 13-Zoll-Rädern montiert sind. Damit sind die Reifen an der Vorderachse 60 mm und an der Hinterachse 80 mm breiter als in der Vorsaison. Dies erforderte auch die Entwicklung von neuen Radaufhängungen beim SF70H.
Der SF70H hat, wie alle Formel-1-Fahrzeuge seit 2011, ein Drag Reduction System (DRS), das durch Flachstellen eines Teils des Heckflügels den Luftwiderstand des Fahrzeugs auf den Geraden verringert, wenn es eingesetzt werden darf. Auch das DRS wird mit einem Schalter am Lenkrad des Wagens aktiviert.
Bei den ersten Rennen der Saison zeigten Kameraaufnahmen, dass Front- und Heckflügel sowie auch der Unterboden des SF70H flexibel sind und sich so während der Fahrt verformen, obwohl das Reglement flexible oder bewegliche aerodynamische Komponenten verbietet.

## Lackierung und Sponsoring
Der SF70H ist überwiegend in Rot lackiert, Front- und Heckflügel sowie die Finne an der Motorabdeckung sind weiß lackiert.
Es warben Alfa Romeo, Hublot, Kaspersky Lab, Mahle, Pirelli, Ray-Ban, Santander, Shell und United Parcel Service (UPS) auf dem Fahrzeug.

## Fahrer
Ferrari trat in der Saison 2017 wieder mit den Fahrern Kimi Räikkönen und Sebastian Vettel an.

## Ergebnisse
| Fahrer                          | Nr.                             | 1 | 2 | 3 | 4 | 5   | 6 | 7 | 8   | 9 | 10 | 11 | 12 | 13 | 14  | 15  | 16  | 17 | 18 | 19 | 20 | Punkte | Rang |
| ------------------------------- | ------------------------------- | - | - | - | - | --- | - | - | --- | - | -- | -- | -- | -- | --- | --- | --- | -- | -- | -- | -- | ------ | ---- |
| Formel-1-Weltmeisterschaft 2017 | Formel-1-Weltmeisterschaft 2017 |   |   |   |   |     |   |   |     |   |    |    |    |    |     |     |     |    |    |    |    | 522    | 2.   |
| K. Räikkönen                    | 07                              | 4 | 5 | 4 | 3 | DNF | 2 | 7 | 14* | 5 | 3  | 2  | 4  | 5  | DNF | DNS | 5   | 3  | 3  | 3  | 4  | 522    | 2.   |
| S. Vettel                       | 05                              | 1 | 2 | 1 | 2 | 2   | 1 | 4 | 4   | 2 | 7  | 1  | 2  | 3  | DNF | 4   | DNF | 2  | 4  | 1  | 3  | 522    | 2.   |

| Legende  | Legende            | Legende                                                          |
| Farbe    | Abkürzung          | Bedeutung                                                        |
| -------- | ------------------ | ---------------------------------------------------------------- |
| Gold     | –                  | Sieg                                                             |
| Silber   | –                  | 2. Platz                                                         |
| Bronze   | –                  | 3. Platz                                                         |
| Grün     | –                  | Platzierung in den Punkten                                       |
| Blau     | –                  | Klassifiziert außerhalb der Punkteränge                          |
| Violett  | DNF                | Rennen nicht beendet (did not finish)                            |
| Violett  | NC                 | nicht klassifiziert (not classified)                             |
| Rot      | DNQ                | nicht qualifiziert (did not qualify)                             |
| Rot      | DNPQ               | in Vorqualifikation gescheitert (did not pre-qualify)            |
| Schwarz  | DSQ                | disqualifiziert (disqualified)                                   |
| Weiß     | DNS                | nicht am Start (did not start)                                   |
| Weiß     | WD                 | zurückgezogen (withdrawn)                                        |
| Hellblau | PO                 | nur am Training teilgenommen (practiced only)                    |
| Hellblau | TD                 | Freitags-Testfahrer (test driver)                                |
| ohne     | DNP                | nicht am Training teilgenommen (did not practice)                |
| ohne     | INJ                | verletzt oder krank (injured)                                    |
| ohne     | EX                 | ausgeschlossen (excluded)                                        |
| ohne     | DNA                | nicht erschienen (did not arrive)                                |
| ohne     | C                  | Rennen abgesagt (cancelled)                                      |
| ohne     | keine WM-Teilnahme |                                                                  |
| sonstige | P/fett             | Pole-Position                                                    |
| sonstige | 1/2/3/4/5/6/7/8    | Punktplatzierung im Sprint-/Qualifikationsrennen                 |
| sonstige | SR/kursiv          | Schnellste Rennrunde                                             |
| sonstige | *                  | nicht im Ziel, aufgrund der zurückgelegten Distanz aber gewertet |
| sonstige | ()                 | Streichresultate                                                 |
| sonstige | unterstrichen      | Führender in der Gesamtwertung                                   |